# Tizoc Arroyo
Tizoc Arroyo  (Puebla, México, 8 de marzo de 1975) es un actor mexicano de cine, teatro y televisión. Ha participado en varias películas y series de su país. Ha sido protagonista de las películas Infielicidad (2015), Dos auroras (2006), El Edén (2004, su primera participación en largometrajes) y Amor (2007), todas  bajo la dirección de Jaime Humberto Hermosillo. También ha aparecido en cortometrajes (Beso francés (2002) fue el primero) y en cine en televisión: desde Campeones de la vida, en 2006, hasta la fecha. También ha aparecido en: Manos libres (2005), Familia Gang (2014), El encanto del águila (2011), El equipo (2011),  Yo no creo en los hombres (2014-2015), La querida del Centauro 2 (2016-2017).
Es egresado del Centro Universitario de Teatro (CUT) de la Universidad Nacional Autónoma de México. Fue uno de los alumnos de Héctor Mendoza. Ha participado en más de 35 montajes teatrales.

## Filmografía
- La querida del Centauro (2016 -2017)
- Busco novio para mi mujer (2016)
- Infielicidad, de Jaime Humberto Hermosillo (2015).
- Yo no creo en los hombres , de Giselle González Salgado (2014-2015).
- Familia Gang, de Armando Casas (2014).
- El mariachi, de Robert Rodríguez; como Emiliano (2014).
- La vida de una diva, como José Trinidad.
- Cristiada, de Dean Wright (2012).
- El encanto del águila (serie de tv), dirigida por María Fernanda Suárez y Gerardo Tort; como Secundino (2011).
- World Express: Atemlos durch Mexiko, de Roberto del Maestro; como Tizoc Arroya [sic] (2011).
- El equipo (serie de tv), dirigida por Chava Cartas y Carlos García Agraz; como Luciano Reyes "El Flaquito" (2011).
- La cebra, de Fernando Javier León Rodríguez; como el General (2011).
- Al final del éxtasis, de Héctor Macin; como "el Güero" (2010).
- Hidalgo: La historia jamás contada, de Antonio Serrano Argüelles; como invitado francés (2010).
- Depositarios, de Rodrigo Ordóñez; como Moisés (2010).
- Bala mordida, de Diego Muñoz (2009).
- Chamaco, de Miguel Necoechea; como Pimp (2009).
- Gregoria la cucaracha, de Alejandra Sánchez (2009)
- Cambio de vida "La modelo" (2008)
- Fonda Susilla Ricardo (2007)
- Amor, de Jaime Humberto Hermosillo (2007)
- Campeones de la vida, como George (2006)
- Amor de madre, de Luis Urquiza (2006)
- Dos auroras, de Jaime Humberto Hermosillo (2006)
- El malogrado amor de Sebastián de Jaime Humberto Hermosillo (2005)
- Manos libres, de José Buil (2005)
- El edén, de Jaime Humberto Hermosillo (2005)
- Cero y van 4, de Fernando Sariñana (2004)[1]